# Sarah Siegel-Magness
Sarah Siegel-Magness é uma cineasta norte-americana. Como reconhecimento, foi nomeada ao Oscar 2010 na categoria de Melhor Filme por Precious.